# ماکسیم لویتسکی
ماکسیم لویتسکی (اوکراینی: Максим Анатолійович Левицький؛ زادهٔ ۲۶ نوامبر ۱۹۷۲) بازیکن فوتبال اهل اوکراین است.
از باشگاه‌هایی که در آن بازی کرده‌است می‌توان به باشگاه فوتبال اسپارتاک مسکو، باشگاه فوتبال سن-اتین، باشگاه فوتبال تاوریا سیمفروپول، باشگاه فوتبال دینامو مسکو، باشگاه فوتبال چرنومورتس نووراسییسک، باشگاه فوتبال روستوف، و باشگاه فوتبال احمد گروزنی اشاره کرد.
وی همچنین در تیم ملی فوتبال اوکراین بازی کرده‌است.